# Khieu Samphan
Khieu Samphan (27 iulie 1931) a fost un șef de stat cambodgian, președinte al Consiliului de Stat al Kampucheei Democrate din 1976 până în 1979. În acest rol, a servit ca șef de stat al regimului și a fost unul dintre cei mai puternici oficiali ai regimului Khmerii Roșii, în ciuda faptului că Pol Pot a păstrat conducerea grupului. Khieu Samphan este de origine chino-chemeră.